# Vic
Pour la ville de Suisse, voir Vich.
Pour les articles homonymes, voir Vic.
Pour les articles ayant des titres homophones, voir Vicq et Vicques.
Vic est une municipalité espagnole, capitale de la comarque catalane d'Osona dans la province de Barcelone. Le nom de cette commune s'écrivait auparavant Vich en catalan, mais depuis le début des années 1980, il est orthographié Vic en application de la réforme orthographique menée par l'Institut d'Estudis Catalans en 1913.

## Géographie
La ville est située au milieu d'une plaine à qui elle donne son nom, la Plana de Vic, à équidistance de la frontière franco-espagnole et de Barcelone. Son territoire s'étend sur 31 km2.

## Toponymie
Étymologie
Le nom original romain de la commune était Ausa, comme en témoignent les monnaies romaines et ibériques que l'on possède. À l'époque wisigothique elle fut appelée Ausona.
Après la destruction de la ville par les Sarrasins, la reconstruction se fait par l'un des faubourgs d'Ausona (Vicus Ausonensis), lequel donne alors son nom à la nouvelle ville.
Formes du nom
Le nom de la ville s'écrivait jadis Vique en castillan. L'orthographe catalane fut "vich" jusqu'en 1982, date à laquelle elle est remplacée par Vic, en conformité avec les normes orthographiques de l'Institut d'Estudis Catalans qui recommandaient notamment dès 1913 de supprimer le h muet en fin de mot afin de simplifier l'écriture du catalan, tout en se maintenant dans le nom de famille Vich.

## Histoire
Le site est déjà occupé à l'époque romaine, ainsi qu'en témoignent de nombreuses monnaies et les vestiges de la voie romaine construite entre 120 et 110 avant J.C. pour relier Ausa, le nom de l'époque, à Iluro.
Durant les VIIIe et IXe siècles, Vic est située sur les Marches qui divisent les royaumes francs d'Al-Andalus. La cité est détruite en 788 lors d'une incursion musulmane.
Postérieurement, cependant un des faubourgs (Vicus, barri en latin) est reconstruit, sous le nom de Vicus Ausonensis. C'est de là que dérive le nom de Vic quand Guifred le Velu décide de repeupler la partie haute de la cité en 878, cédant le contrôle de la partie basse à l'évêque pour qu'il y construise l'église. À partir de ce moment, la cité sera gouvernée conjointement par le comte de Barcelone et l'évêque de Vic qui y établissent une abbaye qui possède alors de nombreux manuscrits d'œuvres antiques et où Gerbert d'Aurillac vient séjourner pour parfaire sa formation.
En 1027, l'évêque de cette ville établit la paix de Dieu afin de diminuer le nombre et les conséquences des guerres privées.
Au début du XVIIIe siècle, Vic est l'un des premiers foyers d'insurrection contre la politique centralisatrice du roi Philippe V d'Espagne, dont la montée sur le trône fin 1700 déclenche la Guerre de Succession d'Espagne.
Lors de la Guerre d'indépendance espagnole, le général Joseph Souham y remporta une bataille contre le général Enrique José O'Donnell en 1810 lors de la Bataille de Vich.

## Politique et administration

### Administration municipale
La municipalité de Vic a été dominée depuis la transition démocratique espagnole par le parti catalan autonomiste puis indépendantiste de centre droit  Convergence et Union (CiU), suivi par la Gauche républicaine de Catalogne (ERC), un parti indépendantiste et républicain. À partir des élections de 2003, Vic a vu l'émergence du parti Plateforme pour la Catalogne, souvent décrit comme d'extrême droite et dont le président Josep Anglada a siégé au conseil municipal. Cette formation politique, dissoute en 2019, basait son programme sur la lutte contre l'immigration, dont elle jugeait qu'elle provoquait des effets néfastes sur la qualité de vie des habitants.
Déclaration d'indépendance : 
Le 17 septembre 2012, Vic s'est déclarée « territoire catalan libre » en étant ainsi la première capitale de comarque à se déclarer comme tel.

## Population et société

### Démographie
| 1497  | 1515  | 1553  | 1717  | 1787  | 1857   | 1877   | 1887   | 1900   |
| ----- | ----- | ----- | ----- | ----- | ------ | ------ | ------ | ------ |
| 592 f | 545 f | 614 f | 4 911 | 9 193 | 14 343 | 13 087 | 12 113 | 12 105 |

| 1910   | 1920   | 1930   | 1940   | 1950   | 1960   | 1970   | 1981   | 1990   |
| ------ | ------ | ------ | ------ | ------ | ------ | ------ | ------ | ------ |
| 12 720 | 13 992 | 15 005 | 15 516 | 16 975 | 20 303 | 25 906 | 30 057 | 29 078 |

| 1992   | 1994   | 1996   | 1998   | 2000   | 2002   | 2004   | 2006   | 2008   |
| ------ | ------ | ------ | ------ | ------ | ------ | ------ | ------ | ------ |
| 28 971 | 30 037 | 30 397 | 30 739 | 31 533 | 33 935 | 36 571 | 38 747 | 38 964 |

| 2010   | 2013   | 2016   | 2022   | - | - | - | - | - |
| ------ | ------ | ------ | ------ | - | - | - | - | - |
| 40 422 | 41 191 | 43 287 | 47 545 | - | - | - | - | - |

Note : Pour 1497, 1515 et 1553, la population est exprimée en nombre de feux.

### Enseignement
- Université de Vic

## Culture locale et patrimoine

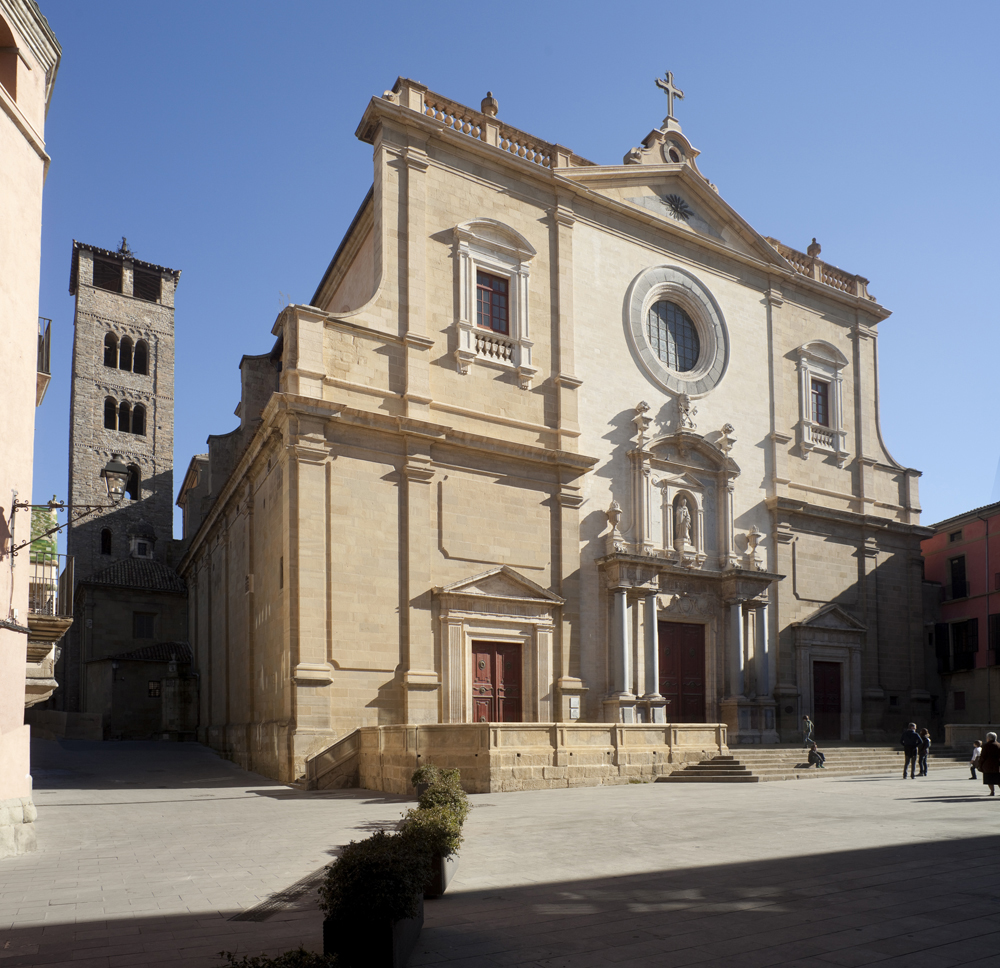
La cathédrale Saint-Pierre.

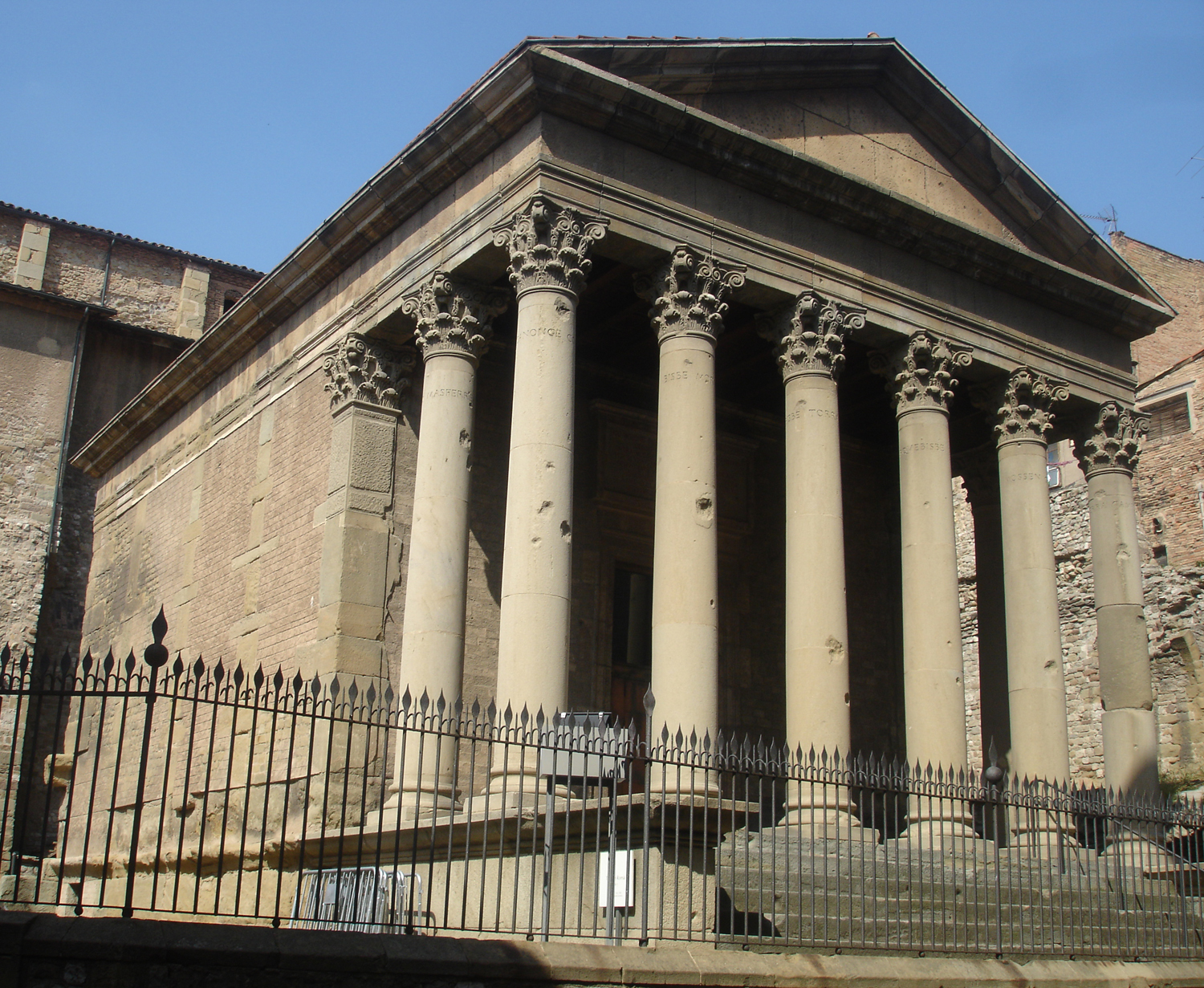
Le Temple romain de Vic.

### Lieux et monuments
La vieille ville est célèbre pour son architecture médiévale, la cathédrale romane Saint-Pierre (1038), qui bien que beaucoup remaniée recèle des trésors et un cloître gothique, et son Museu Episcopal qui est un des plus importants pour l'art romain et gothique de la Catalogne; ainsi que pour ses nombreuses spécialités à base de charcuterie.

### Personnalités liées à la commune
- Michel des Saints (1591-1625) religieux trinitaire né à Vic;
- Llucià Gallissà i Costa (1731-1810) érudit catalan né à Vic;
- Onofre Pratdesaba (1733-1810), jésuite et écrivain né à Vic;
- Joaquina Vedruna (1783-1854) fondatrice des carmélites de la charité, son corps repose à Vic;
- Antoine-Marie Claret (1807-1870) évêque et fondateur des fils du Cœur Immaculé de Marie, son corps repose à Vic;
- François Coll Guitart (1812-1875) dominicain fondateur des dominicaines de l'Annonciation, mort à Vic;
- Catherine Coromina i Agustí (1824-1893) fondatrice des sœurs joséphites de la charité, morte à Vic;
- Josep Torras i Bages (1846-1916), évêque de Vic de 1899 à 1916 et mort dans cette ville;
- Carmen Sallés y Barangueras (1848-1911) fondatrice des conceptionistes Missionnaires de l'Enseignement, née à Vic;
- Jean Collell Cuatrecasas (1864-1921) fondateur des servantes du Sacré Cœur de Jésus de Vic, né et mort à Vic;
- Narcis Verdaguer (1862-1918), avocat et homme politique, né à Vic;
- Josep Gudiol i Cunill (1872-1931), historien de l'art et archéologue, né et mort à Vic;
- Josep Canaleta i Cuadras (1875-1950) architecte, né à Vic;
- Maria Pilar Bruguera Sábat (1906-1994), médecin, morte à Vic;
- Fidel Bofill (1934- ), peintre, né à Vic;
- Rafael Subirachs (1948-), chanteur, né à Vic;
- Enric Pladevall-Vila (1951- ), sculpteur, né à Vic;
- Josep Maria Bardolet (1964- ) pilote de rallye, né à Vic;
- Anna Erra (1965-), ancienne maire de Vic, présidente du Parlement de Catalogne;
- Francesc Homs (1969-) homme politique catalan, né à Vic;
- Raül López Molist (1980- ) joueur de basket-ball, né à Vic;
- Arnau Tenas (2001-) joueur de football, né à Vic;

### Sources
- (es)/(ca) Cet article est partiellement ou en totalité issu des articles intitulés en espagnol « Vic » (voir la liste des auteurs) et en catalan « Vic » (voir la liste des auteurs).